# نظام أباد (إسلام شهر)
نظام أباد (بالفارسية: نظام‌آباد) هي مستوطنة تقع في قسم دة عباس الريفي (مقاطعة اسلام شهر) في إيران. يقدر عدد سكانها بـ 1,116 نسمة .